# Barranco de Guayadeque
Barranco de Guayadeque är ett periodiskt vattendrag i Spanien.   Det ligger i provinsen Provincia de Las Palmas och regionen Kanarieöarna, i den sydvästra delen av landet, 1 800 km sydväst om huvudstaden Madrid. Barranco de Guayadeque ligger på ögruppen Kanarieöarna.

## Galleri

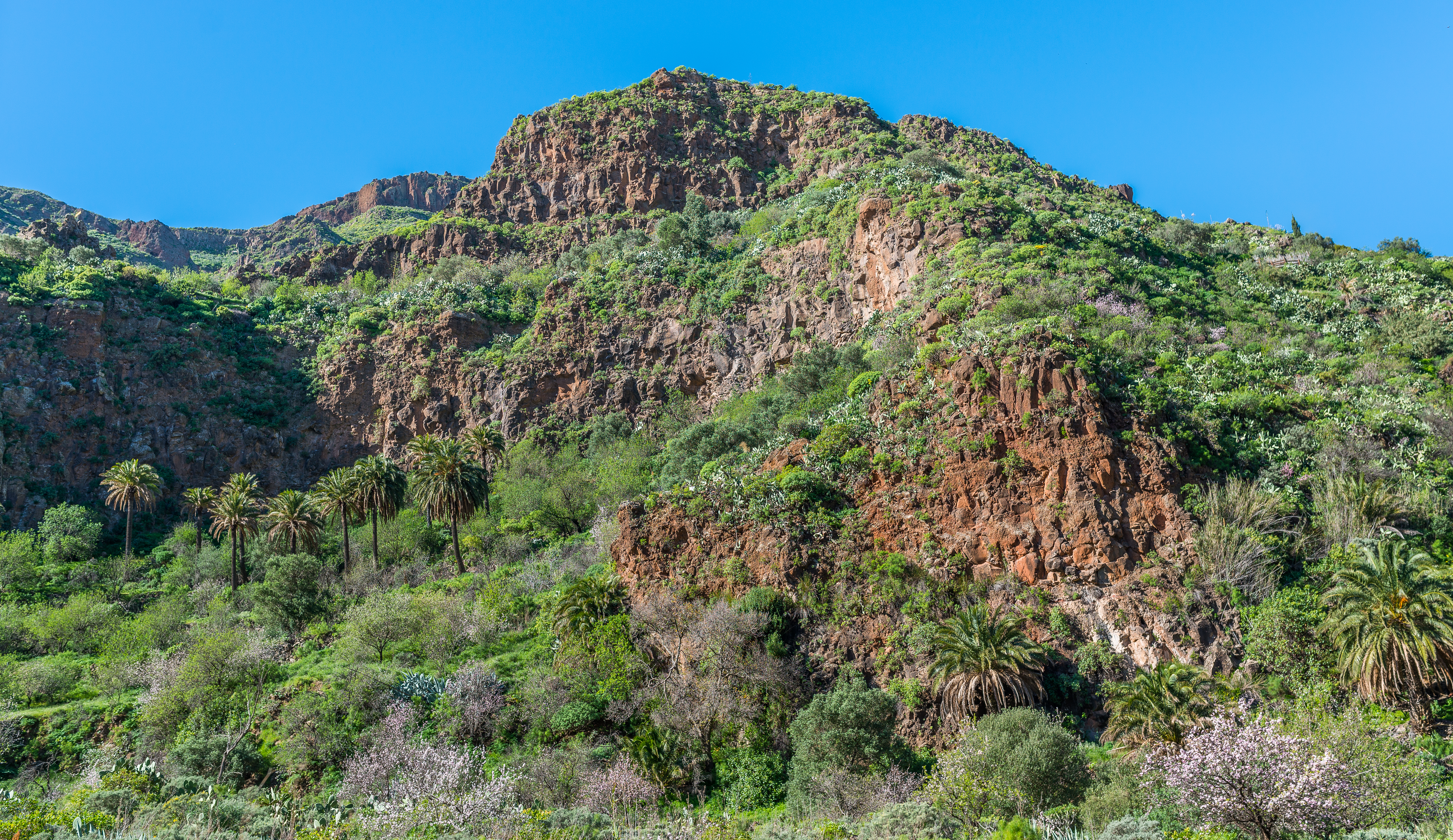
Barranco de Guayadeque 2016
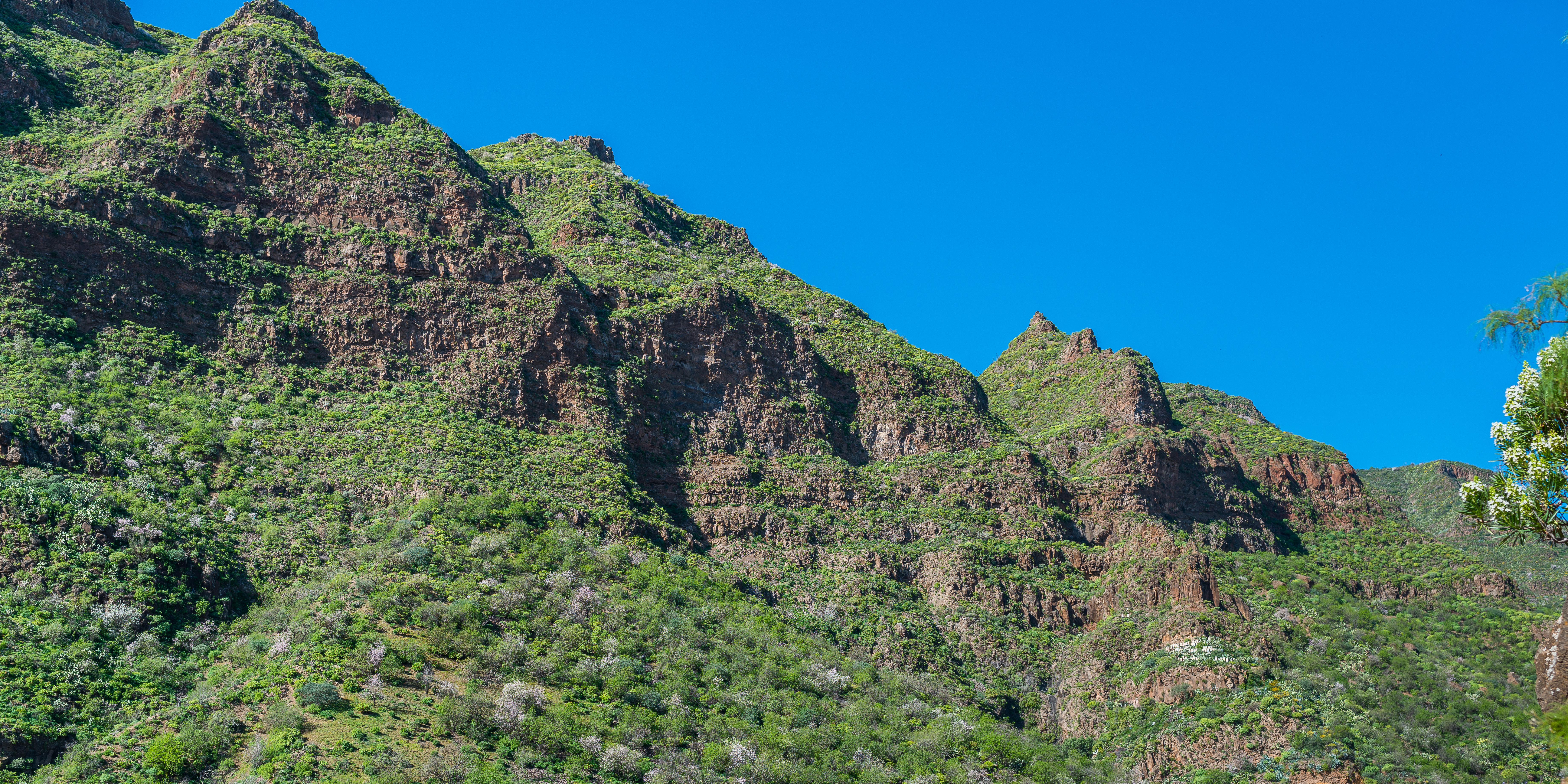
Barranco de Guayadeque 2016
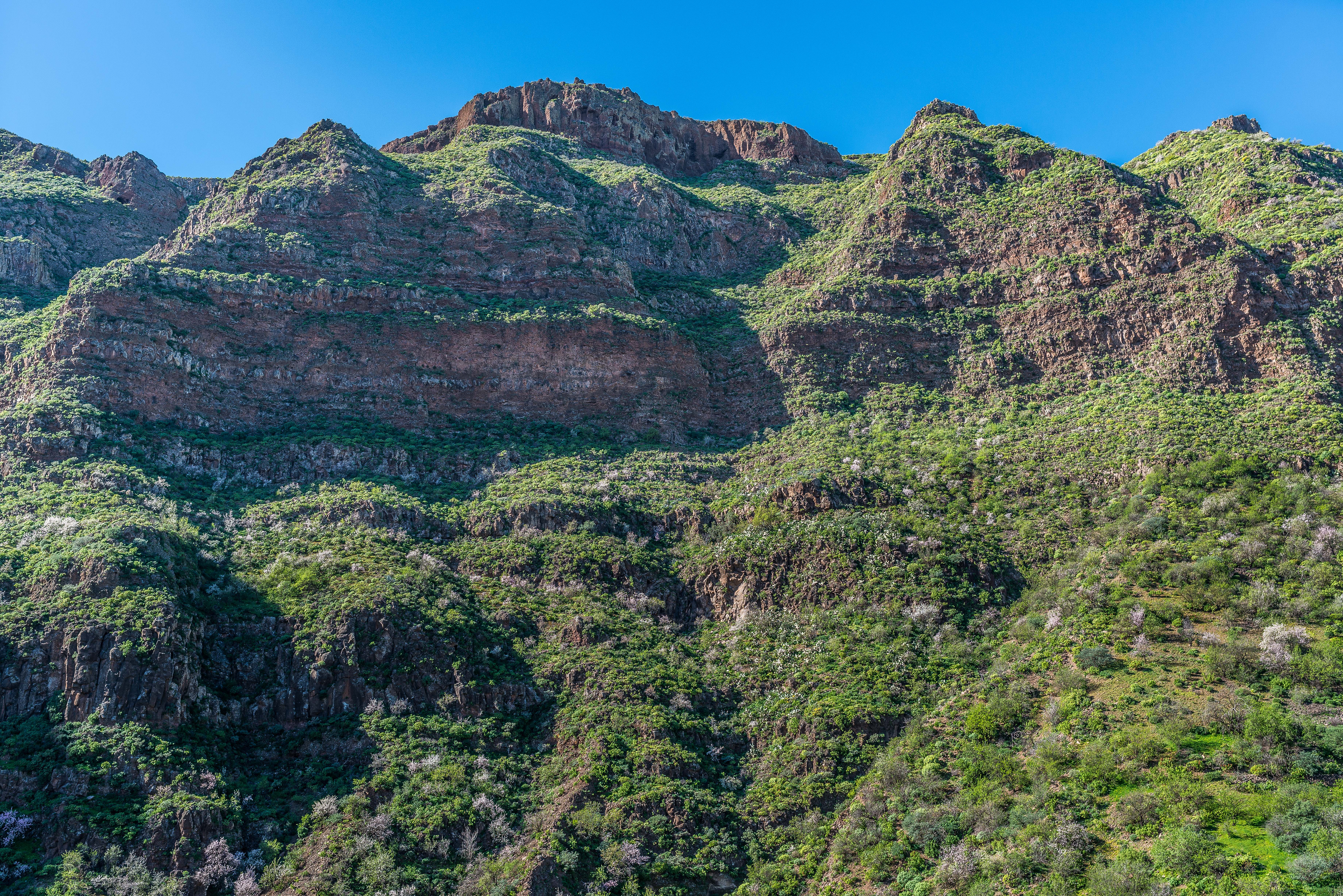
Barranco de Guayadeque 2016
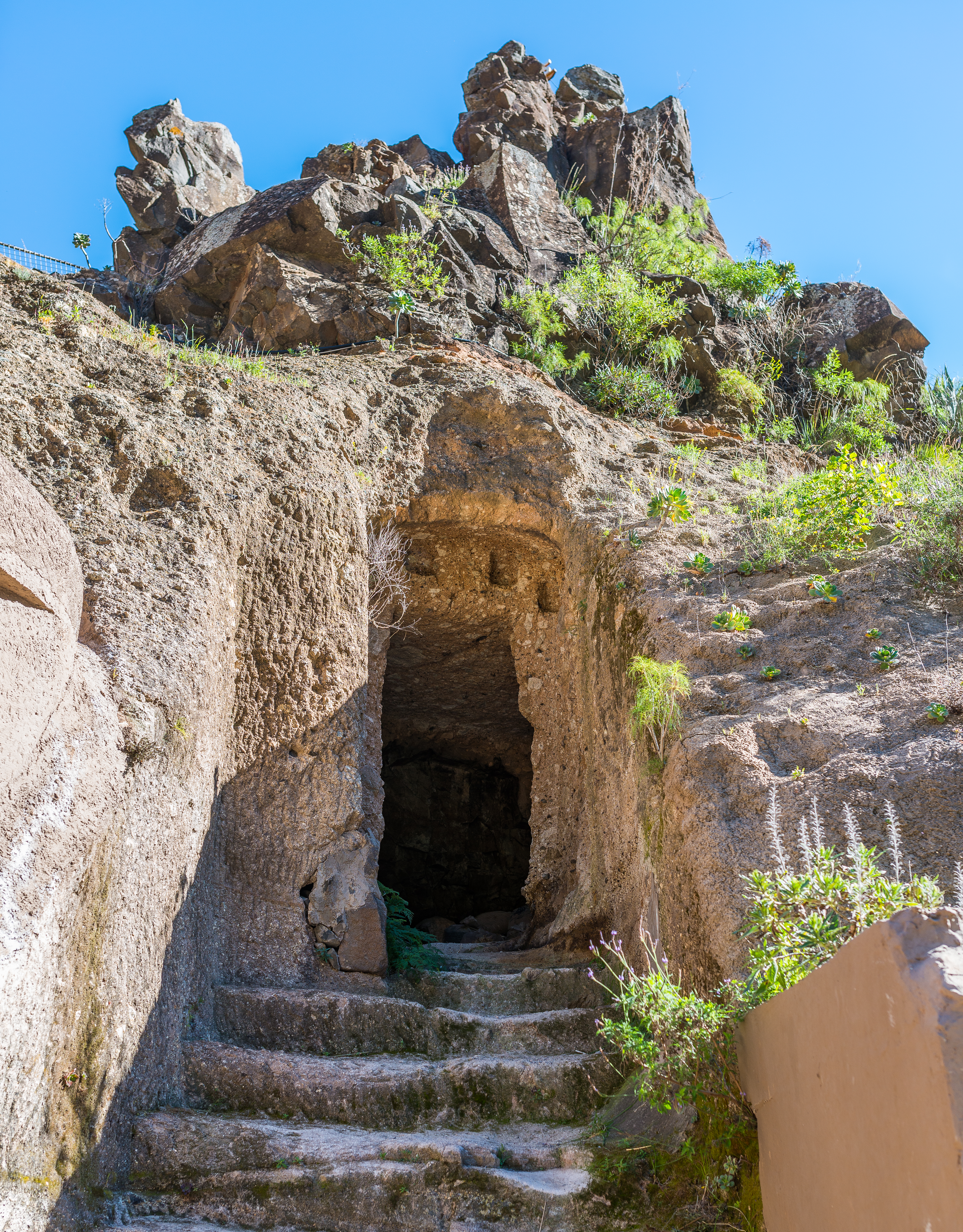
Barranco de Guayadeque 2016
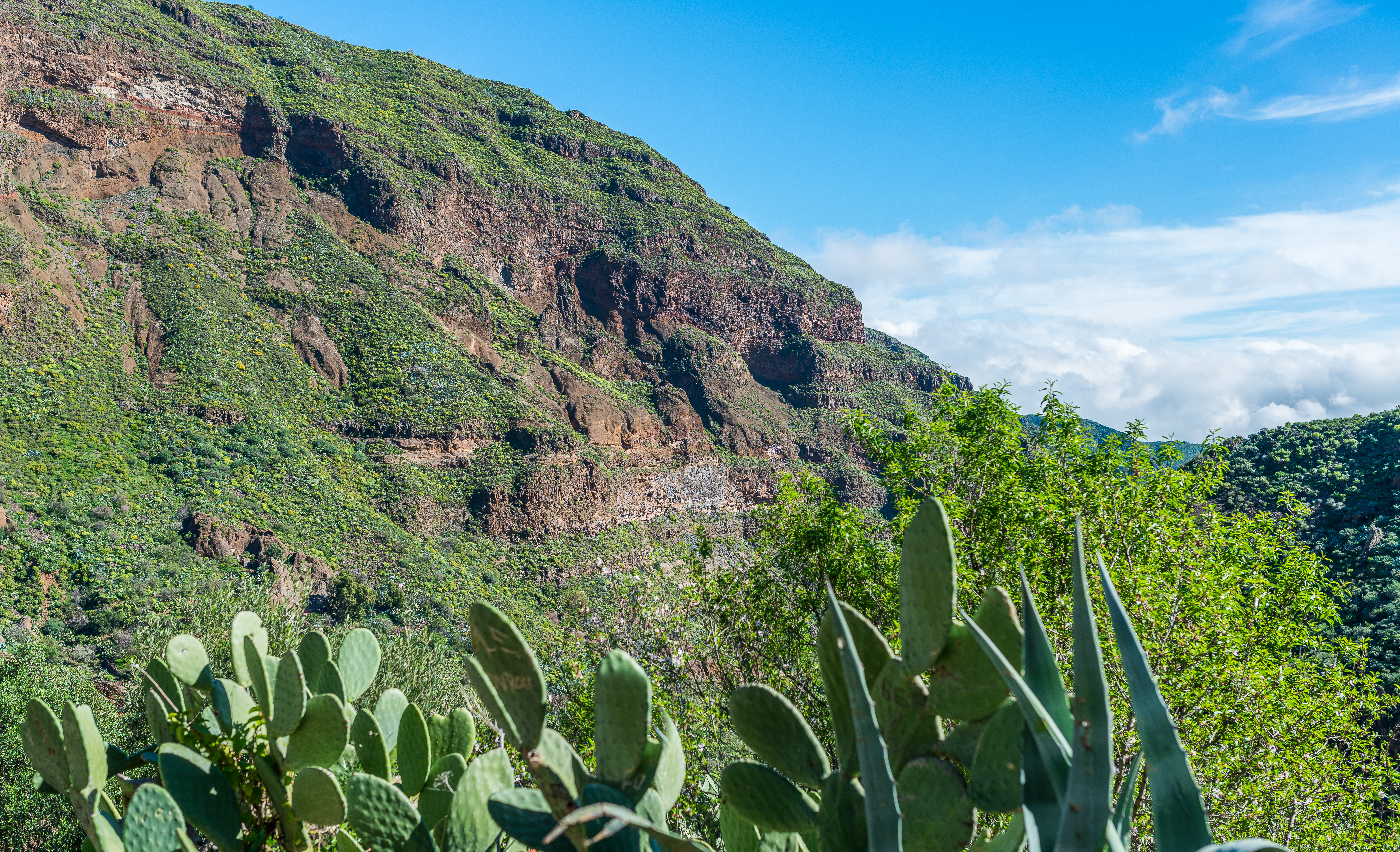
Barranco de Guayadeque 2016
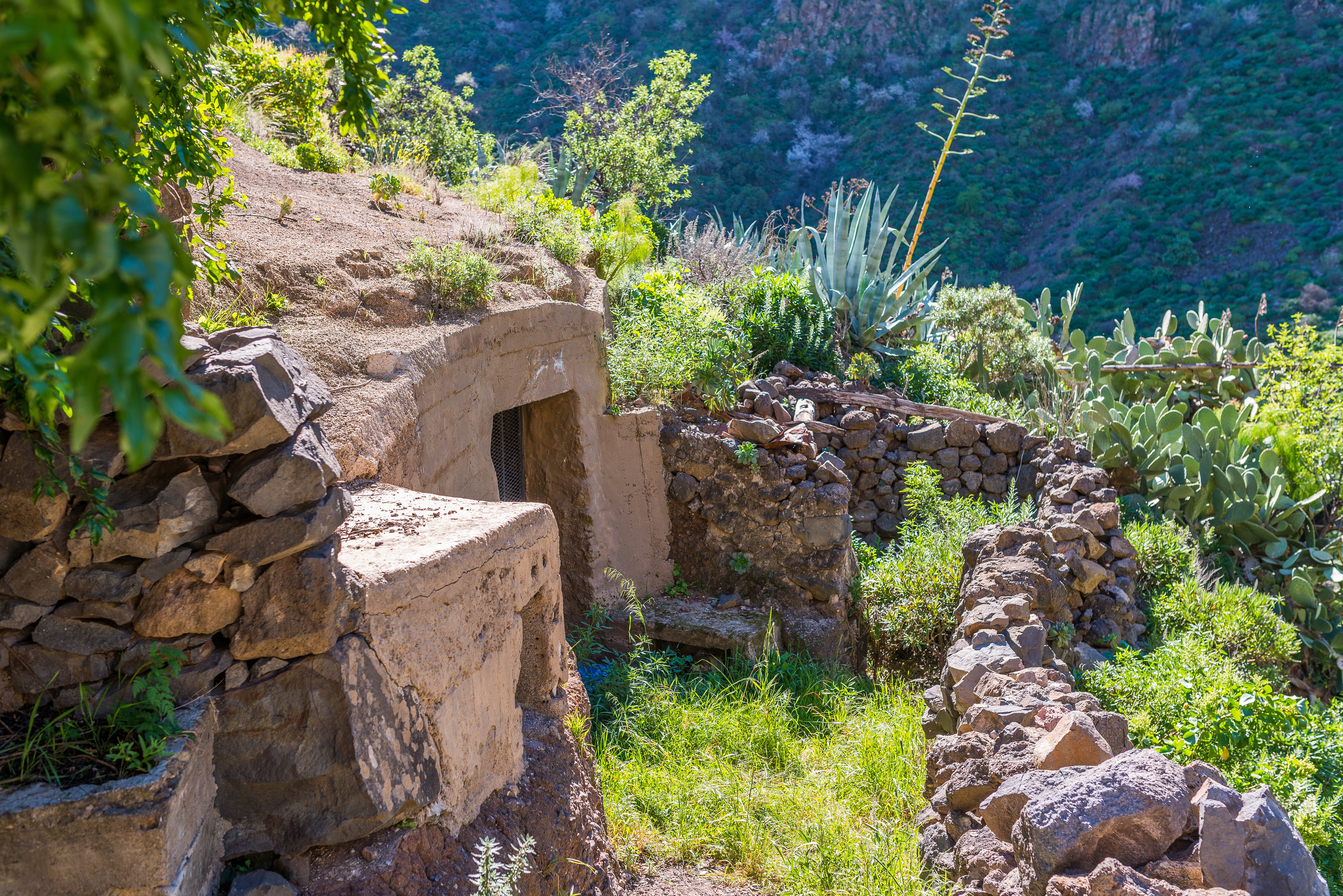
Barranco de Guayadeque 2016